# Cody Lightning
Cody Lightning (Edmonton, Alberta, Canadá, 8 de agosto de 1986) es un actor canadiense nativo cree.
Fue nominado a un Young Artist Award en 1999 a la Mejor Actuación en un Largometraje - Actor Joven de Reparto, por Smoke Signals (1998), y ganó el premio del Festival de Cine Indio Americano al Mejor Actor en 2007 por Four Sheets to the Wind.

## Filmografía
| Año  | Película                | Papel             | Notas                                                                                          |
| ---- | ----------------------- | ----------------- | ---------------------------------------------------------------------------------------------- |
| 1993 | Gerónimo                | Daklugie joven    | película de televisión                                                                         |
| 1997 | The Brave               | Frankie           |                                                                                                |
| 1998 | Smoke Signas            | Víctor José joven | Nominado— Premio Young Artist a la Mejor Actuación en un Largometraje - Actor Joven de Reparto |
| 2001 | Manic                   | Kenny             |                                                                                                |
| 2003 | Dreamkeeper             | Sexto hermano     |                                                                                                |
| 2005 | Brick                   | The Lug           |                                                                                                |
| 2007 | Four Sheets to the Wind | Cufe Smallhill    | Festival de Cine Indio Americano al Mejor Actor                                                |
| 2021 | Run Woman Run           | Miguel            |                                                                                                |
| 2023 | Echo                    | Sin datos         | miniserie de Hulu y Disney+                                                                    |